# Grande Prêmio da Espanha de 2019 (MotoGP)
O Grande Prêmio da MotoGP da Espanha de 2019 ocorreu em 05 de maio.

## Resultados

### Classificação MotoGP
| Pos | Piloto            | Equipe                       | Moto    | Tempo     | Pontos |
| --- | ----------------- | ---------------------------- | ------- | --------- | ------ |
| 1   | Marc Marquez      | Repsol Honda Team            | Honda   | 41'08.685 | 25     |
| 2   | Alex Rins         | Team SUZUKI ECSTAR           | Suzuki  | +1.654    | 20     |
| 3   | Maverick Viñales  | Monster Energy Yamaha MotoGP | Yamaha  | +2.443    | 16     |
| 4   | Andrea Dovizioso  | Mission Winnow Ducati        | Ducati  | +2.804    | 13     |
| 5   | Danilo Petrucci   | Mission Winnow Ducati        | Ducati  | +4.748    | 11     |
| 6   | Valentino Rossi   | Monster Energy Yamaha MotoGP | Yamaha  | +7.547    | 10     |
| 7   | Franco Morbidelli | Petronas Yamaha SRT          | Yamaha  | +8.228    | 9      |
| 8   | Cal Crutchlow     | LCR Honda CASTROL            | Honda   | +10.052   | 8      |
| 9   | Takaaki Nakagami  | LCR Honda IDEMITSU           | Honda   | +10.274   | 7      |
| 10  | Stefan Bradl      | Team HRC                     | Honda   | +13.402   | 6      |
| 11  | Aleix Espargaro   | Aprilia Racing Team Gresini  | Aprilia | +15.431   | 5      |
| 12  | Jorge Lorenzo     | Repsol Honda Team            | Honda   | +18.473   | 4      |
| 13  | Pol Espargaro     | Red Bull KTM Factory Racing  | KTM     | +20.156   | 3      |
| 14  | Johann Zarco      | Red Bull KTM Factory Racing  | KTM     | +26.706   | 2      |
| 15  | Tito Rabat        | Reale Avintia Racing         | Ducati  | +28.513   | 1      |
| 16  | Karel Abraham     | Reale Avintia Racing         | Ducati  | +36.858   | 0      |
| 17  | Bradley Smith     | Aprilia Factory Racing       | Aprilia | +41.390   | 0      |
| 18  | Miguel Oliveira   | Red Bull KTM Tech 3          | KTM     | +41.570   | 0      |
| 19  | Hafizh Syahrin    | Red Bull KTM Tech 3          | KTM     | +50.568   | 0      |

### Classificação Moto2
| Pos | Piloto                | Equipe                       | Moto      | Tempo     | Pontos |
| --- | --------------------- | ---------------------------- | --------- | --------- | ------ |
| 1   | Lorenzo Baldassarri   | Flexbox HP 40                | Kalex     | 25'33.841 | 25     |
| 2   | Jorge Navarro         | HDR Heidrun Speed Up         | Speed Up  | +0.359    | 20     |
| 3   | Augusto Fernandez     | Flexbox HP 40                | Kalex     | +1.091    | 16     |
| 4   | Thomas Luthi          | Dynavolt Intact GP           | Kalex     | +2.428    | 13     |
| 5   | Brad Binder           | Red Bull KTM Ajo             | KTM       | +3.767    | 11     |
| 6   | Xavi Vierge           | EG 0,0 Marc VDS              | Kalex     | +4.955    | 10     |
| 7   | Tetsuta Nagashima     | ONEXOX TKKR SAG Team         | Kalex     | +7.842    | 9      |
| 8   | Luca Marini           | SKY Racing Team VR46         | Kalex     | +8.026    | 8      |
| 9   | Nicolo Bulega         | SKY Racing Team VR46         | Kalex     | +8.571    | 7      |
| 10  | Iker Lecuona          | American Racing KTM          | KTM       | +10.235   | 6      |
| 11  | Enea Bastianini       | Italtrans Racing Team        | Kalex     | +10.445   | 5      |
| 12  | Fabio Di Giannantonio | HDR Heidrun Speed Up         | Speed Up  | +12.708   | 4      |
| 13  | Dominique Aegerter    | MV Agusta Idealavoro Forward | MV Agusta | +14.179   | 3      |
| 14  | Andrea Locatelli      | Italtrans Racing Team        | Kalex     | +15.470   | 2      |
| 15  | Marcel Schrotter      | Dynavolt Intact GP           | Kalex     | +16.188   | 1      |
| 16  | Bo Bendsneyder        | NTS RW Racing GP             | NTS       | +18.335   | 0      |
| 17  | Somkiat Chantra       | IDEMITSU Honda Team Asia     | Kalex     | +20.944   | 0      |
| 18  | Steven Odendaal       | NTS RW Racing GP             | NTS       | +22.591   | 0      |
| 19  | Lukas Tulovic         | Kiefer Racing                | KTM       | +25.896   | 0      |
| 20  | Joe Roberts           | American Racing KTM          | KTM       | +27.150   | 0      |
| 21  | Stefano Manzi         | MV Agusta Idealavoro Forward | MV Agusta | +27.887   | 0      |
| 22  | Marco Bezzecchi       | Red Bull KTM Tech 3          | KTM       | +28.312   | 0      |
| 23  | Philipp Oettl         | Red Bull KTM Tech 3          | KTM       | +29.063   | 0      |
| 24  | Alex Marquez          | EG 0,0 Marc VDS              | Kalex     | +32.311   | 0      |
| 25  | Xavi Cardelus         | Sama Qatar Angel Nieto Team  | KTM       | +1'01.987 | 0      |

### Classificação Moto3
| Pos | Piloto              | Equipe                      | Moto  | Tempo     | Pontos |
| --- | ------------------- | --------------------------- | ----- | --------- | ------ |
| 1   | Niccolò Antonelli   | SIC58 Squadra Corse         | Honda | 39'30.327 | 25     |
| 2   | Tatsuki Suzuki      | SIC58 Squadra Corse         | Honda | +0.242    | 20     |
| 3   | Celestino Vietti    | SKY Racing Team VR46        | KTM   | +0.305    | 16     |
| 4   | Aron Canet          | Sterilgarda Max Racing Team | KTM   | +0.472    | 13     |
| 5   | Albert Arenas       | Sama Qatar Angel Nieto Team | KTM   | +0.563    | 11     |
| 6   | Kaito Toba          | Honda Team Asia             | Honda | +1.133    | 10     |
| 7   | Jakub Kornfeil      | Redox PruestelGP            | KTM   | +1.187    | 9      |
| 8   | Lorenzo Dalla Porta | Leopard Racing              | Honda | +1.291    | 8      |
| 9   | Ai Ogura            | Honda Team Asia             | Honda | +1.430    | 7      |
| 10  | Andrea Migno        | Bester Capital Dubai        | KTM   | +1.441    | 6      |
| 11  | Darryn Binder       | CIP Green Power             | KTM   | +6.836    | 5      |
| 12  | John Mcphee         | Petronas Sprinta Racing     | Honda | +6.851    | 4      |
| 13  | Kazuki Masaki       | BOE Skull Rider Mugen Race  | KTM   | +7.104    | 3      |
| 14  | Alonso Lopez        | Estrella Galicia 0,0        | Honda | +7.113    | 2      |
| 15  | Ayumu Sasaki        | Petronas Sprinta Racing     | Honda | +7.119    | 1      |
| 16  | Dennis Foggia       | SKY Racing Team VR46        | KTM   | +8.968    | 0      |
| 17  | Tony Arbolino       | VNE Snipers                 | Honda | +10.252   | 0      |
| 18  | Can Oncu            | Red Bull KTM Ajo            | KTM   | +15.474   | 0      |
| 19  | Stefano Nepa        | Fundacion Andres Perez 77   | KTM   | +30.984   | 0      |
| 20  | Vicente Perez       | Reale Avintia Arizona 77    | KTM   | +31.035   | 0      |
| 21  | Riccardo Rossi      | Kömmerling Gresini Moto3    | Honda | +38.862   | 0      |
| 22  | Meikon Kawakami     | Fundacion Andres Perez 77   | KTM   | +47.894   | 0      |
| 23  | Marcos Ramirez      | Leopard Racing              | Honda | +1'14.849 | 0      |